# Дебърски конгрес
Дебърският конгрес (на албански: Kongresi i Dibrës) е събиране на членовете на албанския комитет в Дебър, тогава част от Османската империя, от 23 до 29 юли 1909 година. Конгресът е председателстван от Вехби Аголи Дибра, мюфтия на Дебърския санджак, и е спонсориран от младотурското правителство, които се опитват с мирни средства да задържат албанците лоялни към централната власт. Проведен е на първата годишнина от Младотурската революция.
Участниците в конгреса са разделени в политическите си възгледи – проосмански настроените искат да се подпише програмата, предложена от младотурците, докато патриотите искат по-голяма автономия на албанците, албански училища, данъчна реформа, строеж на пътища, позволяване за носене на оръжие от албанците и други. На шестия си ден конгресът одобрява резолюция с 5 точки от младотурската програма и 12 точки, предложени от патриотичната фракция.
Историците все още са разделени по отношение на изхода на конгреса. Съвременната му патриотична албанска преса го представя като марионетка на младотурците, но днешните историци твърдят, че конгресът е важен, тъй като с разрешението за преподаване на албански в училище, той получава първата официализация на албанския език в Османската империя.